# 東拓海
東 拓海（ひがし たくみ、1997年3月10日 - ）は、日本の俳優・タレントである。
東京都出身。ビーコン・ラボエンターテイメント所属。身長178cm。

## 来歴・人物
- 高校在学中に俳優を志し、演技レッスンへ通い始める。
- 2015年よりビーコン・ラボエンターテイメントへ所属。
- 学生時代はバスケ部に在籍、バスケットボールは特技[1]である。ポジションは、SF(スモールフォワード)。
- 趣味は、サッカーと散歩[1]。
- 寺社を巡り御朱印を集めている。
- 猫を3匹飼っており、自他共に認める猫好き。
- 好きな食べ物は梅干し、好きなお菓子はグミ。

## 出演

### 舞台
2017年
- ハイパープロジェクション演劇「ハイキュー!!」 - 梟谷学園高校・木葉秋紀 役
  - 「進化の夏」（2017年9月8日 - 10月29日、TOKYO DOME CITY HALL 他）[2]

2018年
- ハイパープロジェクション演劇「ハイキュー!!」 - 梟谷学園高校・木兎光太郎 役 ※代役[3]
  - 「はじまりの巨人」（2018年4月28日 - 6月17日、日本青年館ホール 他）[4]
- おとぎ裁判 - 執事・ジュード 役（2018年9月27日 - 10月7日、俳優座劇場）
- STAGE THE WORKOUT「朝日のような夕日をつれて」 - 少年 役（2018年11月6日 - 11日、本所松坂亭劇場）
- 極上文學 ～こゝろ～ - 妻 役（2018年12月13日 - 18日、紀伊國屋サザンシアター TAKASHIMAYA）

2019年
- ハイパープロジェクション演劇「ハイキュー!!」 - 梟谷学園高校・木葉秋紀 役
  - 「東京の陣」（2019年4月5日 - 5月6日、TOKYO DOME CITY HALL 他）[5]
- ナイスコンプレックス プロデュース公演  NP#3「12人の怒れる男」
  - 東京公演 - 陪審員4号 役（2019年7月17日 - 21日、TACCS1179）
  - 大阪公演 - 陪審員1号 役（2019年8月2日 - 4日、インディペンデントシアター2nd）

2020年
- おとぎ裁判 第2審 ～戦慄の誘拐パレード ビッグマウスにご用心♪～ - 執事・ジュード 役（1月10日 - 19日、CBGKシブゲキ!!）[6]
- ハイパープロジェクション演劇「ハイキュー!!」 - 梟谷学園高校・木葉秋紀 役
  - 「最強の挑戦者」（3月21日 - 5月6日、TOKYO DOME CITY HALL 他）[7]
- ナイスコンプレックス プロデュース公演 第5弾『12人の怒れる男』（7月23日 - 8月16日、銀座 博品館劇場他）- 陪審員1号 役
- LIVEミュージカル演劇『チャージマン研!』R2（10月10日 - 18日、新宿FACE）- チャージマン研 役
- おとぎ裁判 第3審～魔法の豆はマネーまみれ キミのハートをジャックする♪～（12月12日 - 19日、紀伊國屋サザンシアターTAKASHIMAYA） - 執事・ジュード 役

2021年
- ハイパープロジェクション演劇「ハイキュー‼︎」 - 梟谷学園高校・木葉秋紀 役
  - 「頂の景色・2」（3月20日 - 5月9日、TOKYO DOME CITY HALL 他）[8]
- ナイスコンプレックス プロデュース公演 第6弾『12人の怒れる男』（7月30日 - 8月1日、 大阪市立芸術創造館 / 8月12日 - 15日、赤坂RED/THEATER）- 陪審員1号 役
- 九識のスプリント 〜いざ、駆ける瞬間〜（10月27日 - 11月3日、江戸川区総合文化センター 小ホール）- 鈴木 役

2022年
- 極上文學16th『ジキルとハイド』（1月22日 - 30日、紀伊國屋サザンシアター TAKASHIMAYA）- 後継者 役
- ナイスコンプレックスN33『ゲズントハイト』～お元気で～（2⽉17⽇ - 20⽇、東京芸術劇場シアターウエスト）※公演延期
- 誰かも知らない。（4月13日 - 17日、シアター・アルファ東京） - 園原聖矢 役[9][10]
- 戦国送球〜バトルボールズ外伝〜天上天下唯我独尊（6月22日 - 26日、新宿シアターサンモール） - 小森久義 役
- オレンジノート（6月22日 - 26日、六行会ホール） - シュウ・リー 役
- 「あの夏の飛行機雲」-永南高校バスケットボール部-（10月14日 - 23日、GARDEN 新木場FACTORY） -  冨岡啓二役[11]
- 憧れのサンパチマイク（11月2日 - 6日、新宿シアターサンモール） - 国沢克己 役
- ネガイバナ（11月15日 - 20日、BOX in BOX THEATER - シアターグリーン）※出演は19日まで

2023年
- ナイスコンプレックスN33『ゲズントハイト』～お元気で～（3月16日 - 21日、あうるすぽっと） - 八木俊平 役
- おとぎ裁判 第4審 ～まさか逆さま!?トーチもチート?! 予知見る鏡が狩る道よ だぉ♪～（3月25日 - 4月2日、CBGKシブゲキ）- 執事・ジュード 役　※友情出演
- SANADA Ⅺ（6月9日 - 18日、吉祥寺シアター）- 猿飛佐助 役
- Live-Musical-Stage「チャージマン研!」2023（12月23日 - 31日、新宿FACE） - チャージマン研 / 泉研 役[12]

2024年
- ロッカールームに眠る僕の知らない戦争（2月2日 - 4日、草月ホール）- 日暮タモツ 役　※主演[13]
- バンブー・サマー2024（3月20日 - 31日、劇場MOMO）- 石塚 陽 役[14]
- SUPERNOVA stage005『遠く吠えて花火をあげる』（5月22日 - 6月2日、王子小劇場） - モモノスケ 役[15]
- 「あの春は、いつまでも青い」 -永南高校バスケットボール部-(9月29日 - 10月6日、彩の国さいたま芸術劇場小ホール) - 冨岡啓二 役
- 朗読劇「Sleigh Ride」（12月7日、TIAT SKY HALL）

2025年
- OWARI NO HAJIMARI #1「木曜日にはココアを」（1月18日 - 26日、新宿シアタートップス） - 輝也 役[16]
- 劇団ナイスコンプレックスN37「劇団」（4月9日 - 13日、調布市せんがわ劇場）[17]

### テレビ
- 月曜名作劇場　温泉殺人事件シリーズ③「修善寺温泉殺人事件」 - 辻堂一之青年時代 役（2017年、TBS）
- 相棒16 元日スペシャル（2018年1月1日、テレビ朝日）
- DOCTORS〜最強の名医新春スペシャル」 - 葛城俊樹 役（2018年1月4日、テレビ朝日）
- 戦国炒飯TV 〜なんとなく歴史が学べる映像〜  ｢古田織部のひょうげ御殿｣ 第5話、第6話、第7話  - 斎藤龍興 役（TOKYO MX 他、2020年8月 - )
- 准教授･高槻彰良の推察 Season1 - 伏木 役（2021年8月7日 - 9月25日、東海テレビ、WOWOW）
- 准教授・高槻彰良の推察 Season2 - 伏木 役（2021年10月11日 - 、WOWOW)
- パパとなっちゃんのお弁当 -  大江万里 役（2023年1月16日 - 、日本テレビ)
- ふくしまイノベーション -　再現VTR 星川尚久氏　役 （2023年2月23日 - 、テレビユー福島)
- うちの弁護士は手がかかる 第1話　滝川和馬　役、第8話　不動産屋　役（2023年10月13日、フジテレビ)
- 大奥 Season2「医療編」 治済へ讒言する若者 役（2023年10月31日、NHK総合）
- GO HOME〜警視庁身元不明人相談室〜 第3話（2024年7月27日、日本テレビ） - 安藤 役

### WEBドラマ・演劇
- 会社は学校じゃねぇんだよ 8話（2018年6月9日、AbemaTV）
- テレパックチャンネル「ミサイルが翔んできた日」 - タク 役 ※主役（2019年）
- スペシャルライブ『2人で会話劇』vol.3(2020年5月11日)
- テレパックチャンネル「REMOTE」 - 男 役 ※主役（2020年）
- マーダーミステリーシアター『裏切りの晩餐』- 近藤篤志 役 ※12月16日19時回のみ出演(2021年)

### 映画
- きょうのキラ君 - クラスメイト 役（2017年2月25日、ショウゲート）
- ハルチカ - 鍋島 役（2017年3月4日、KADOKAWA）
- MARIONETTE - 春岡俊文 役（2021年、有限会社 プラシーボ）※公開日未定
- 私の知らないあなたについて　（2022年12月2日）- 金坂誠役

### 広告
- 日本政策金融公庫「教育一般貸付（国の教育ローン）」 - スチール/WEB広告（2015年 - 2017年）
- HONDA「バイクが、好きだ。」自由の翼　男友達篇 - TVCM/WEB広告（2016年 - 2018年）
- 日本マクドナルド　グラコロ「ねぇ、グラコろ！」篇 - TVCM(2023年)
- モンスターハンターNow　3/6配信！ 大型アップデート「春陽薙ぐソードテイル」- TVCM（2025年）

### イベント･その他
- 古谷大和2019カレンダー発売記念イベント 2部、3部（2018年11月18日、 関交協ハーモニックホール）
- タカトーク  tour2019 大阪 18時の回（2019年4月15日、＠HEP ホール ）
- ロッキン＝ヨーコとお茶会（2019年8月10日、池袋「虜」）
- 東拓海個人イベント「東拓海とお茶会」（2019年9月21日　都内猫カフェ）
- 東拓海さん×ヴィレッジヴァンガード限定グッズ発売＆記念イベント（2020年2月8日、ヴィレッジヴァンガード下北沢店）(2020年2月15日、ヴィレッジヴァンガードお茶の水店)
- スペシャルライブ『2人で会話劇』vol.3  古谷大和さん×東拓海さん (2020年5月11日、※ニコニコ生放送)
- 東拓海･髙﨑俊吾ファンイベント「GotoMii」（2020年12月20日、YMCAアジア青少年センター スペースYホール）
- 東拓海バースデーイベント「東拓海のお誕生会」（2021年3月6日、eplus LIVING ROOM CAFE＆DINING）
- 古田伊吹1stイベント in zoom 第三部(2021年7月3日)
- おとぎ裁判 第3審 DVD アニメイト発売記念イベント「トーチ諸君の陪審審理」(2021年7月14日、アニメイト池袋本店)
- 桜庭大翔･髙﨑俊吾･東拓海ファンイベント「夏のBGM 〜雲晴れ行きけり 君と見た 清夏〜」　（2021年8月29日、YMCAアジア青少年センター スペースYホール/2021年9月26日、道頓堀ZAZA HOUSE）
- 東拓海バースデーイベント「東拓海のお誕生会vol.2」（2022年3月26日、 R’sアートコート ）
- ｢coemiru｣ vol.2会話劇『私の人生らしくない feat.古畑奈和』2部(2022年7月3日、YMCAアジア青少年センター スペースYホール)
- キャストサイズチャンネルpresents『2人で会話劇』(2022年7月3日、YMCAアジア青少年センター スペースYホール)
- NAIKON-AID 朗読劇「ナイスコンプレックス」(2022年8月14日、新宿シアタートップス)
- NAIKON-AID 「12人の怒れる男」(2022年8月14日、新宿シアタートップス)
- 桜庭大翔･髙﨑俊吾･東拓海ファンイベント「ホラーのBGM〜星瞬きけり君が居た晩夏〜」（2022年8月21日、eplus LIVING ROOM CAFE＆DINING）
- 桜庭大翔･髙﨑俊吾･東拓海ファンイベント「祭りのBGM〜星瞬きけり君が居た晩夏〜」（2022年8月22日、eplus LIVING ROOM CAFE＆DINING）
- 「2.5次元 大上映祭 2022」～ハイパープロジェクション演劇「ハイキュー!!」～（2022年9月3日、AiiA 2.5 Theater Kobe）
- 「オレンジノート」アフターイベント（2022年9月4日、SouLatteSTUDIO）
- 「ひがしさん家」開設記念 オンライントークイベント（2022年10月29日）
- 「憧れのサンパチマイク」アフターイベント（2022年11月12日、SouLatteSTUDIO）
- acoFESプレゼンツ『俳優×芸人どうなりますか！？ライブ』（2022年11月20日、MUSEモード音楽院）
- おとぎ裁判新春イベント（2023年1月8日、YMCAアジア青少年センター スペースYホール）
- 桜庭大翔バースデーイベント『筋肉祭27』第三部（2023年2月25日、SUBIR AKASAKA TOKYO）
- 「あの夏の飛行機雲」 -永南高校バスケットボール部-上映会（2023年4月16日、しもきたドーン）
- 「ひがしさん家」ファンクラブイベント開設１周年記念お茶会（2023年7月29日、あそびごころ新宿店）
- Live Musical Stage 『チャージマン研!』2023 上映会&アフタートークショー（2024年1月20日、ユーロライブ）
- 『エチュたび 古谷大和 × 東拓海』DVDお渡し会（2024年2月12日、株式会社 LMJ東京研修センター）
- 東拓海バースデーイベント「東拓海のお誕生会vol.3」（2024年3月30日、音部屋スクエア ）
- 「NAKAME RAKUGO」(2024年6月23日、キンケロシアター)
- NAIKON-AID 朗読劇「ナイスコンプレックス」(2024年7月14日、溝の口劇場)
- ひがしさん家 お話会(2024年7月21日)
- 東拓海 1on1オンライントークイベント（2024年11月2日）
- あの春は、いつまでも青い -永南高校バスケットボール部- 上映会(2025年3月1日、秋葉原ハンドレッド2)

### WEBラジオ
- 東拓海のlisten mii(毎週水曜18:30-、Radio talk)
- 水原ゆきのみなラジオ(2023年6月23日20：00-、渋谷クロスＦＭ)

## 書籍

### 雑誌
- 猫びより 秋号（2023年09月12日、辰巳出版）